# Theobroma microcarpum
Theobroma microcarpum là một loài thực vật có hoa trong họ Cẩm quỳ. Loài này được Mart. miêu tả khoa học đầu tiên năm 1830.